# Kill, Kildare
Kill, (iriska: an Chill) är en ort i grevskapet Kildare på Irland. Orten hade 3 095 invånare 2011.